# Dark Matter (Pearl Jam)
Dark Matter è il 12° album in studio della band statunitense Pearl Jam pubblicato nel 2024.

## Storia
(Eddie Vedder)
Dopo aver lavorato con successo insieme all'album in studio del 2022 del frontman Eddie Vedder, Earthling, il produttore discografico Andrew Watt è stato ingaggiato per produrre il nuovo album in studio del gruppo. Le prime sessioni di registrazione si sono svolte nel febbraio 2021 nello studio di casa di Watt, che ha prodotto le prime due tracce, "Scared of Fear" e "React, Respond".
La maggior parte dei brani è stata registrata in tre settimane nel 2023 allo Shangri-La di Malibu, in California e, secondo un comunicato stampa, "incanala lo spirito condiviso di un gruppo di confidenti e fratelli creativi per tutta la vita in una stanza che suonano come se la loro stessa vita dipendesse da questo". Il 29 novembre 2023, il batterista Cameron ha rivelato il completamento dell'album con l'assistenza di Andrew Watt e che all'epoca era "masterizzato, mixato, pronto per l'uso". Il 5 gennaio 2024, il chitarrista Mike McCready descrisse l'album come "molto più pesante" di quanto ci si potrebbe aspettare, dicendo che la registrazione richiese meno tempo rispetto al loro precedente album Gigaton, soprattutto grazie al coinvolgimento di Watt, che si diceva che avesse "preso a calci [loro] culi".  Più tardi quel mese, il 31 gennaio, la band e Watt eseguirono i nuovi brani al Troubadour di West Hollywood, California, senza rivelare testi o titoli di canzoni. Durante l'evento, Eddie Vedder ha affermato che questo è il loro miglior lavoro fino a oggi e come non potrebbe essere più orgoglioso della band.

## Copertina
È stata realizzata dal fotografo Alexandr Gnezdilov attraverso la tecnica del light painting. La copertina dell'album è stata realizzata utilizzando un grande caleidoscopio. Ogni lettera visibile sulla copertina è stata catturata individualmente e scritta a mano a mezz'aria con una torcia appositamente progettata per creare l'effetto.

## Tracce
| 1.  | "Scared of Fear"     | 4:25 |
| 2.  | "React, Respond"     | 3:30 |
| 3.  | "Wreckage"           | 5:00 |
| 4.  | "Dark Matter"        | 3:31 |
| 5.  | "Won't Tell"         | 3:28 |
| 6.  | "Upper Hand"         | 5:57 |
| 7.  | "Waiting for Stevie" | 5:41 |
| 8.  | "Running"            | 2:19 |
| 9.  | "Something Special"  | 4:06 |
| 10. | "Got to Give"        | 4:37 |
| 11. | "Setting Sun"        | 5:45 |

## Formazione
- Matt Cameron: batteria
- Eddie Vedder: voce
- Mike McCready: chitarra solista
- Jeff Ament: basso
- Stone Gossard: chitarra ritmica

## Classifiche

### Classifiche di fine anno
| Classifica (2024) | Posizione |
| ----------------- | --------- |
| Croazia           | 38        |
| Portogallo        | 93        |